# Sears Holdings
Sears Holdings este unul dintre cei mai mari retaileri americani.
Compania a fost fondată în 2005 prin achiziția Sears, Roebuck and Company din Hoffman Estates, Illinois de către Kmart Corporation din Troy, Michigan.
Compania, listată pe NASDAQ, operează aproximativ 3.800 de magazine sub brandurile: Sears, Sears Grand, Sears Essentials, Sears Hardware, Kmart, Big Kmart, Super Kmart, The Great Indoors, Orchard Supply Hardware și Lands' End Stores.